# Алткирхен
Алткирхен (њем. Altkirchen) општина је у њемачкој савезној држави Тирингија. Једно је од 40 општинских средишта округа Алтенбургер Ланд. Према процјени из 2010. у општини је живјело 1.074 становника. Посједује регионалну шифру (AGS) 16077002.

## Географија
Алткирхен се налази у савезној држави Тирингија у округу Алтенбургер Ланд. Општина се налази на надморској висини од 228 метара. Површина општине износи 20,0 km².

## Становништво
У самом мјесту је, према процјени из 2010. године, живјело 1.074 становника. Просјечна густина становништва износи 54 становника/km².

## Међународна сарадња
| Мјесто | Држава   | Врста сарадње | Од    |
| ------ | -------- | ------------- | ----- |
| Добеле | Летонија | партнерство   | 1993. |
|        | Чешка    | партнерство   | 2001. |
| Извор  |          |               |       |